# Çemberlitaş, Adıyaman
Çemberlitaş là một xã thuộc thành phố Adıyaman, tỉnh Adıyaman, Thổ Nhĩ Kỳ. Dân số thời điểm năm 2011 là 1.09 người.